# محلة عبيد الوسطانية
محلة عبيد الوسطانية إحدى قري مركز إيتاي البارود التابع لمحافظة البحيرة في جمهورية مصر العربية.